# Apostel

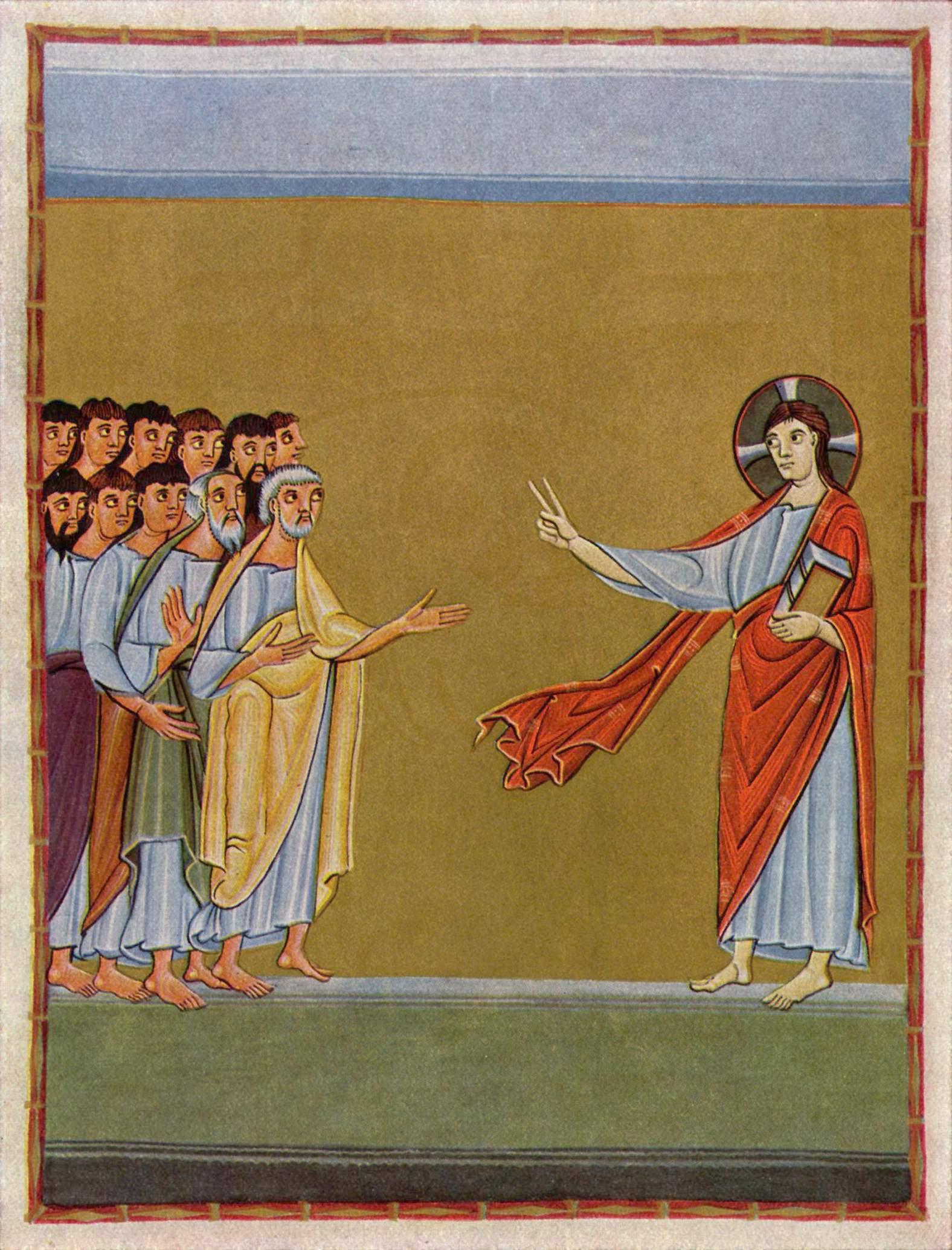
Jezus Christus predikt zijn discipelen (meester van de Reichenauer school, ca. 1010)

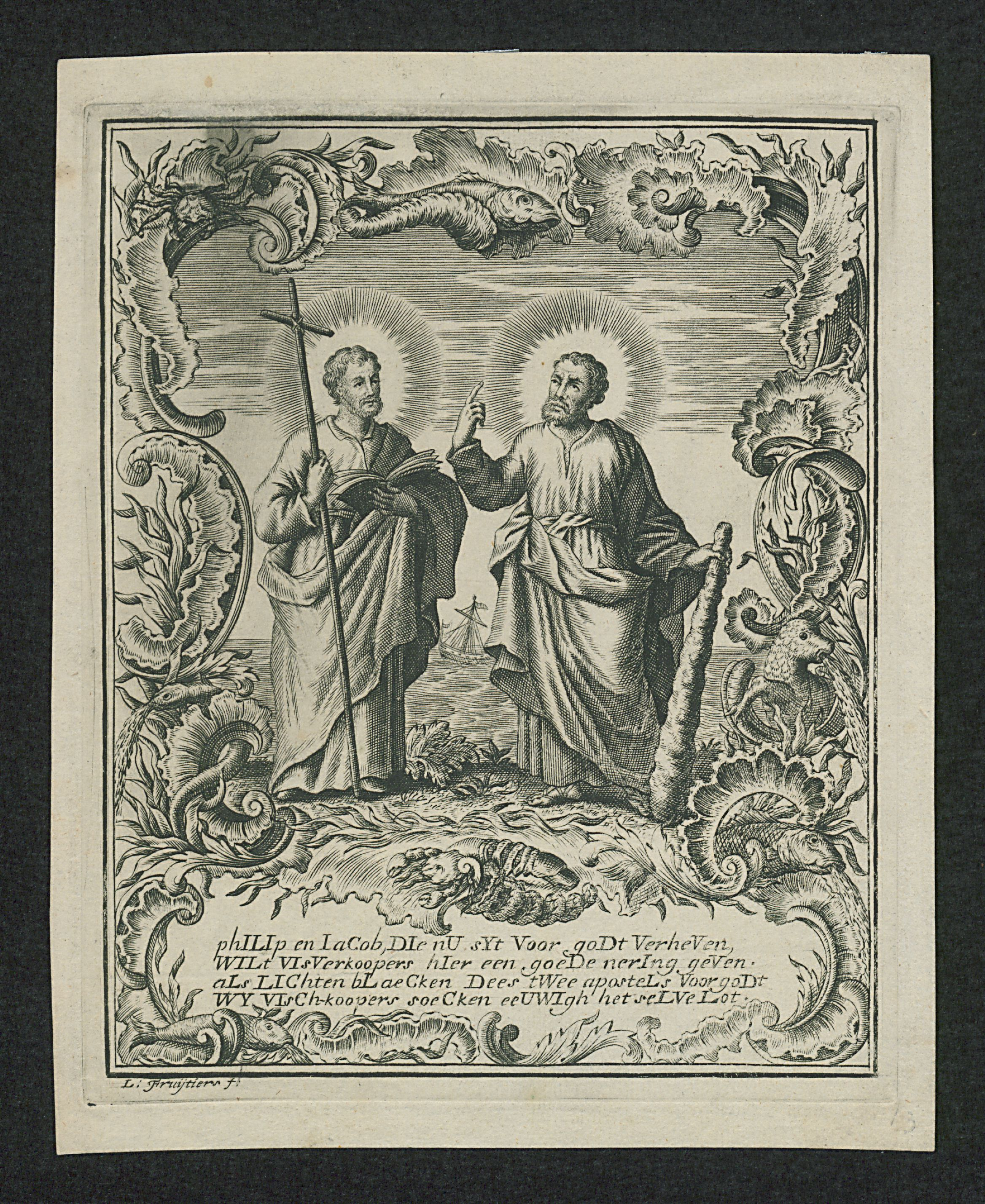
Gravure van de apostelen Philippus en Jacobus minor, met een Nederlands chronogram. Ontwerp door Lodewijk Joseph Fruytiers.

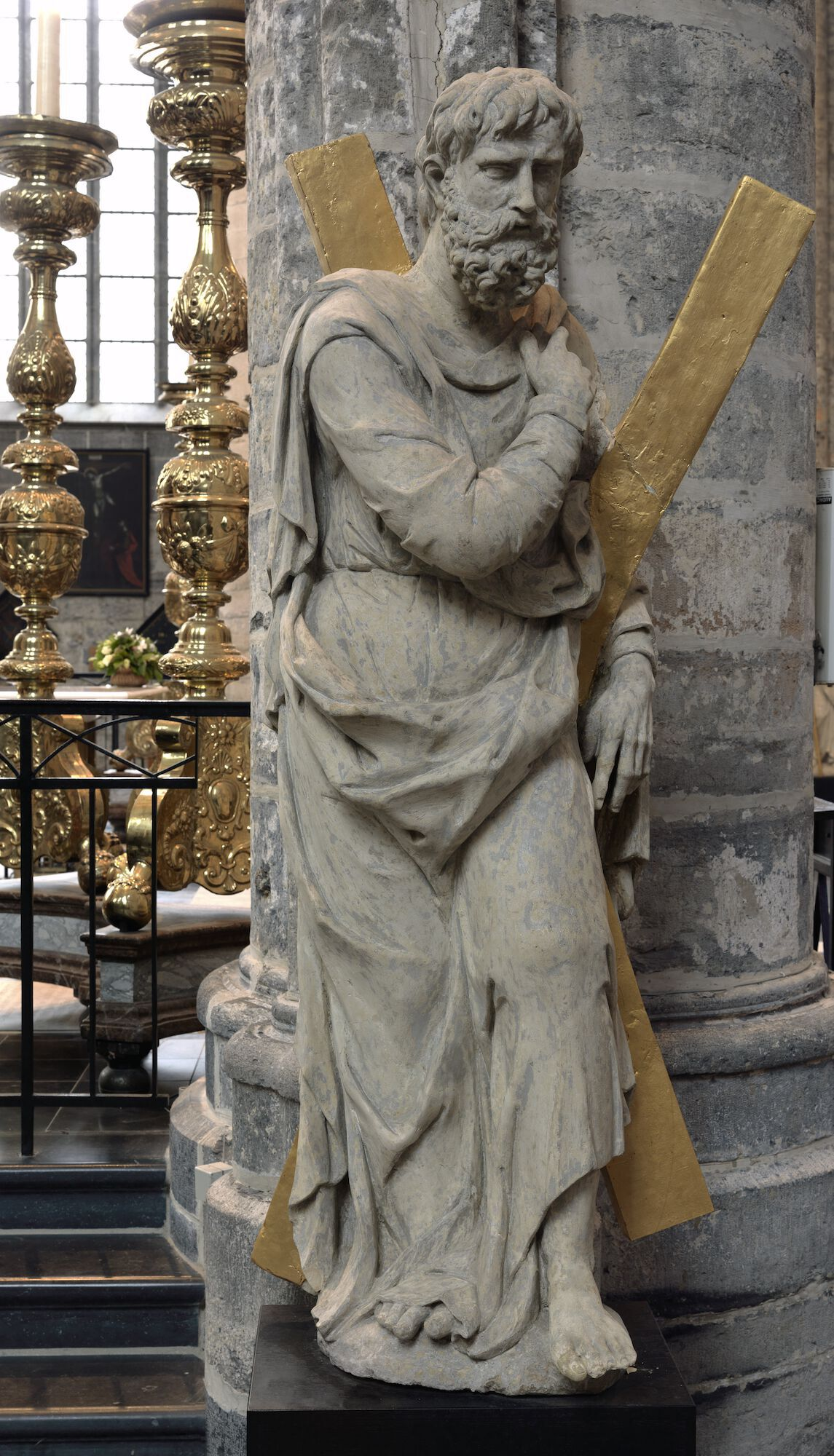
Apostelstandbeeld in de St. Nicolaaskerk te Gent

Met een apostel wordt in de christelijke traditie iemand bedoeld, die door Jezus is uitgezonden om het evangelie te verspreiden. Marcus 3:14-15 zegt: "Hij stelde twaalf van hen aan als apostel; ze moesten hem vergezellen, en hij wilde hen ook uitzenden om het goede nieuws bekend te maken. Ze kregen de macht om demonen uit te drijven." (NBV)

## Etymologie
Apostel is ontleend aan het Koinè: ἀπόστολος, apóstolos. Dat was in het oude Griekenland en het hellenisme een nautische vakterm die een vrachtschip of een oorlogsboot aanduidde. In de Septuagint komt het verwante ἀποστελλω, apostéllō voor met de betekenis van boodschapper of gezant, in het Hebreeuws aangeduid met namen die van de wortel šlḥ zijn afgeleid (zie bijvoorbeeld Jesaja 6:8). De term apostéllō wordt ook in het Nieuwe Testament gebruikt, zo'n 135 keer, maar als het gaat om zenden met autoriteit, zoals wanneer Jezus zegt: "de Vader heeft mij gezonden" (Johannes 5:36,37), wordt daar het eveneens verwante woord πεμπώ, pémpō gebruikt.
Aan het gebruik van apóstolos in het Nieuwe Testament wordt duidelijk dat het wordt gebruikt om iemand aan te duiden die met gedelegeerde autoriteit handelt. De vorm is Grieks, de inhoud Hebreeuws. Vooral het gebruik in Johannes 13:16 bevestigt dit: "een afgezant (ἀπόστολος, apóstolos) [is] niet meer dan wie hem zendt".

## Twaalf apostelen
Volgens de evangeliën zond Jezus discipelen uit om zijn boodschap te verspreiden. Twaalf van hen, die tot de binnenste kring van Jezus' aanhangers behoorden, worden van de overige volgelingen van Jezus onderscheiden doordat zij "De Twaalf" genoemd worden (de twaalf apostelen, de twaalf discipelen, de twaalf leerlingen). De eerste historische verwijzing naar "de twaalf" staat in 1 Korintiërs 15:5: "[Jezus] is verschenen aan Kefas [de apostel Petrus] en vervolgens aan de twaalf". Volgens de synoptische evangeliën werden zij door Jezus zelf als apostel aangesteld (Marcus 3:14-15). Er moet echter worden opgemerkt dat na hun terugkomst (Marcus 6:30) zij weer werden aangeduid als discipelen in deze evangeliën. Er kan niet met zekerheid worden gezegd dat "de twaalf" en "de apostelen" synoniemen waren, hoewel Matteüs 10:1,2,5 hier wel op lijkt te duiden.
In het Evangelie volgens Johannes ontbreekt de aanduiding apostel of een opsomming van "de twaalf". In dat evangelie treedt een zekere Natanaël op (Johannes 1:45ff; 21:2), die in de synoptische evangeliën ontbreekt. Hij wordt geen apostel genoemd, maar is wel in hun gezelschap na de opstanding van Jezus (Johannes 21:2). In de parallelle episode in Handelingen wordt in zijn plaats Bartolomeüs opgevoerd (Handelingen 1:13).
Een van de twaalf, Judas Iskariot, beroofde zichzelf van het leven nadat hij Jezus verraden had. Volgens Handelingen werd hij opgevolgd door Mattias, waardoor het aantal weer op twaalf kwam. Bij de overweging wie de plaats van Judas kon innemen, werd het criterium gedefinieerd: "een van de mannen die steeds bij ons waren toen de Heer Jezus onder ons verkeerde" (Handelingen 1:15-26). Ook in de nieuwe samenstelling wordt gesproken van "de twaalf apostelen".
In de traditie van na het Nieuwe Testament begonnen de twaalf apostelen na Jezus' hemelvaart met het verspreiden van het evangelie buiten de gebieden die al tijdens Jezus' leven waren bereikt. Volgens deze traditie stierven alle apostelen een marteldood vanwege de verbreiding van het geloof, behalve Johannes die op hoge leeftijd een natuurlijke dood stierf.

### Traditionele lijst van "de twaalf apostelen"
Na de toetreding van Mattias waren de apostelen (in alfabetische volgorde):
1. Andreas (broer van Petrus)
2. Bartolomeüs
3. Filippus
4. Jakobus (zoon van Alfeüs)
5. Jakobus de Meerdere (zoon van Zebedeüs, met zijn broer bijgenaamd Boanerges, "zonen van de donder")
6. Johannes (zoon van Zebedeüs, met zijn broer bijgenaamd Boanerges, "zonen van de donder")
7. Judas Taddeüs (ook wel Judas Lebbeüs genoemd, zoon of broer van Jakobus, mogelijk Jakobus de Rechtvaardige)
8. Matteüs (ook wel Levi genoemd)
9. Mattias (nam na de hemelvaart de plaats in van Judas Iskariot)
10. Petrus (oorspronkelijk Simon - Petrus is een vertaling van zijn bijnaam Kefas)
11. Simon (met vaak als toevoeging "de Zeloot" of "de IJveraar")
12. Tomas

## Apostelen in de christelijke kerk

### Vroege kerk
In de vroege kerk was er geen overeenstemming of de vrijgevallen plaats van Judas Iskariot werd opgevuld door Mattias of door Paulus. In de vroege kerk werd namelijk veel waarde gehecht aan de parallel van twaalf apostelen met de twaalf stammen van Israël (zie bijvoorbeeld Jakobus 1:1 en Openbaring 21:12,14) en werd daarom óf Paulus óf Mattias als apostel erkend en de andere niet (zie bijvoorbeeld 1 Korintiërs 9:2). In Paulus' verslag (dat ouder is dan Handelingen) noemt hij zichzelf expliciet apostel (Galaten 1:13-19), maar hij was geen metgezel van Jezus geweest, wat volgens Handelingen een criterium was (Handelingen 1:15-26). Van Mattias was verder echter niets bekend en nog bij Clemens van Alexandrië klinkt twijfel door of Mattias wel de twaalfde apostel was.
Al in het midden van de eerste eeuw ontwikkelde de term apostel zich naar een algemener aanduiding van iemand die aangewezen was om een specifieke taak te vervullen. Zo werden ook Jakobus (Galaten 1:19), Barnabas (Handelingen 14:14), Andronikus en de vrouw Junia (Romeinen 16:7) aangeduid als apostel, net als Titus (2 Korintiërs 8:23), Epafroditus, de "ἀπόστολος, apostolos, apostel van de Filippenzen" (Filippenzen 2:25) en een brede groep christenen (1 Korintiërs 15:7). Eén keer wordt ook Jezus zelf een apostel genoemd (Hebreeën 3:1).

#### Schijnapostelen
In de vroege kerk waren ook personen die apostel werden genoemd of zichzelf zo noemden, maar dat (volgens anderen) niet waren. Paulus noemde hen 'schijnapostelen' en 'geweldige apostelen' en voelde zich genoodzaakt zich tegen hen te verdedigen. Hij impliceerde dat deze 'schijnapostelen' welsprekend waren, een goede of hoge afkomst hadden (los van het feit dat zij Hebreeën (Israëlieten) waren), gemarteld waren en in de gevangenis hadden gezeten (2 Korintiërs 11:5-23). Maar zij hadden niet de kenmerken van de 'echte apostelen' (zoals hijzelf): "volharding in alles, tekenen, wonderen en grote daden" (2 Korintiërs 12:12). Ook in Openbaring 2:2 worden leugenachtige apostelen genoemd.

### Latere traditie
In de christelijke traditie worden de twaalf apostelen als de grondleggers van de kerk beschouwd. Daarom noemt deze kerk zich in haar geloofsbelijdenis ook graag een apostolische kerk. Dit verwijst naar de leer van de kerk, die zou conform de leer van de apostelen zijn. In de Rooms-Katholieke Kerk wordt ook verwezen naar een bevoegdheidsoverdracht die zou hebben plaatsgevonden door de apostel Petrus aan de bisschop van Rome. Deze ontleent zijn gezag dus aan de veronderstelde apostolische successie.

### Orthodoxe kerk
In de orthodoxe kerken is er een traditie dat er zeventig apostelen waren, of 72, gebaseerd op de uitzending die wordt vermeld in Lucas 10. De namen van de oorspronkelijke zeventig apostelen zijn onbekend omdat velen Jezus al verlieten voordat hij stierf (Johannes 6:66,67).
Hippolytus van Rome maakte een vroege lijst van de zeventig apostelen, maar deze werd als dubieus beschouwd en daarom als appendix bij zijn werken gevoegd. De lijst van Dorotheus van Tyrus werd over het algemeen als leidend beschouwd. Deze lijst werd opgenomen in het 7e-eeuwse Chronicon Paschale, een universele kroniek van de wereld. De lijst kende echter fouten, waaronder vier namen die dubbel werden opgenomen. Dimitri van Rostov 1651-1709 heeft in zijn Levens der heiligen de definitieve lijst met zeventig namen gepubliceerd, die in de orthodoxe kerk over het algemeen wordt aanvaard.